# Јан Неволе
Јан Неволе (Виска, 15. април 1812 – Свободне Хамри, 12. април 1903) био је чешки архитекта који је радио у Прагу и Београду. Сматра се, поред Емилијана Јосимовића, за једну од најзначајнијих личности за развој грађевинарства у Србији половином 19. века. Његово најпознатије дело је Капетан Мишино здање у Београду. У Чешкој је Неволе поштован не само као архитекта, већ и као родољуб и присталица чешке књижевности и културе.

## Младост и школовање
Јан Неволе рођен је у месту Виска у Чешкој, 15. априла 1812. године. Похађао је школу у Јихлави, а затим у Пардубицама. Године 1830. апсолвирао је на Високој техничкој школи, а затим завршио и Технички факултет у Прагу. Школовао се и на Уметничкој академији у Бечу где је, поред доброг техничког, стекао и образовање из области уметности.

## Почетак каријере
Каријеру архитекте започео је у Прагу, где је четири године радио у грађевинској дирекцији, а затим је са градитељем Хошеком сарађивао у пројектовању јавног купатила Ст. Вацлава. Касније је учествовао у изградњи Државне железничке станице у Прагу и саградио Хелмингрову вилу, која се налазила на тадашњој Житној капији.

## Долазак у Србију
После стабилизовања државних прилика након промене династије, године 1843. године у Српским новинама објављен је оглас у коме су тражени "инџинири". Не зна се ко је конкурисао нити ко је примљен, али је након тог огласа број долазака инжењера и архитеката у Београд био приметно већи. Међу њима су биле и две личности, можда најзначајније за развој грађевинарства у Србији у следећем дужем периоду – Јан Неволе и Емилијан Јосимовић.
Кад је др Јанко Шафарик дошао у Праг са задатком да у Србију доведе инжењера који би руководио изградњом у Србији, највише препорука је чуо за Јана Неволеа. Понудио му је положај главног инжењера и 800 талира годишње, на шта је Неволе пристао, без обзира на завидан углед у Прагу, и са младом супругом 1845. године дошао у Београд. Ту је сазидао породичну кућу и купио виноград у Мокром Лугу. У Београду је добио намештење у државној грађевинској служби, где се тада по први пут користи назив архитекта, чиме се Неволе издваја од осталих државних инжењера. У Инжењерској школи у Топчидеру, првој високој установи из области грађевинарства, основаној 1846. године, Неволе је предавао цртање. Године 1851, на његову иницијативу да се унапреди државна грађевинска служба и образовање, при Министарству унутрашњих дела основано је Одељење грађевина. Поред архитекте Неволе, главног инжењера, у овом одељењу су радили инжењери Аугуст Церман, Никола Јовановић, Јован Ристић и Аксентије Марковић. Године 1858. напустио је државну службу због династичких промена и почео да ради у Београду као приватни грађевинар.

### Значајни објекти у Србији
Нема поузданих података о свим здањима у чијем је настајању он учествовао, али она су свакако била бројна. Међу њима су:
- Војна болница у Његошевој 15 у Београду, срушена због градње Треће београдске гимназије,
- Артиљеријска школа у Београду, на углу Кнеза Милоша и Немањине, тешко оштећена у шестоаприлском бомбардовању а срушена након Другог светског рата 1945. године,
- Старо бањско купатило у Сокобањи,
- Капетан Мишино здање, данас Споменик културе од изузетног значаја,[4]
- Црква Светог Ђорђа у Ужицу.

Једно од првих здања које је Јан Наволе пројектовао била је нова Војна болница на Врачару, изграђена 1846–1849, предвиђена за смештај 120 болесника.
Друга значајна државна зграда коју је пројектовао је била Артиљеријска школа, односно Војна академија. Зграда је изграђена око 1850. године на путу за Топчидер, у данашњој Његошевој улици.
Када је 1858. године напустио државну службу и почео да ради као приватни грађевинар пројектовао је своје најзначајније и најмонументалније дело - Капетан Мишино здање. Зграду је Неволе пројектовао након пензионисања, а пре одласка из Србије, за приватног инвеститора, тада најбогатијег трговца, капетана Мишу Анастасијевића. Капетан Мишино здање грађено је од 1858. до  1863. године. У то време била је то највећа и најлепшта палата у Србији. Зграда је била предвиђена за двор несуђеног владарског пара – ћерку капетана Мише, Сару и Ђорђа Карађорђевића. Амбициозне планове за склапање брака је покварио повратак кнеза Милоша на власт, те је капетан Миша зграду завештао „отачеству“ за смештај разних културних и просветних установа.
Архитектура зграде представља стилску мешавину елемената готике, романике и ренесансе са декоративно обрађеним фасадама. На фасади према Универзитетском парку налазе се скулптуре Аполона са лиром (десно) и Минерве са копљем и штитом (лево). Зграда је увек била светле боје са црвенкастим украсима.
Јан Неволе је пројектовао и Ужичку саборну цркву Светог Ђорђа.

### Обнова бања у Србији
У сложеном процесу уређења и изградње бања Србије посебан допринос дала је сарадња лекара Емериха Линденмајера (Emmerich Lindenmayer, 1806–1883) и архитекте Јана Неволе, два државна службеника – странца. Због лошег стања у бањама, нехигијенских услова и недостатка смештаја, Министарство унутрашњих дела наложило је Линденмајеру да са државним инжењером Јаном Неволом обиђе 1849. године Брестовачку Бању, Рибарску Бању и Сокобању, како би прегледали државне грађевине и предложили мере за њихово побољшање. На основу исцрпног извештаја урађени су планови и започети радови на заштити и уређењу извора, обнови и изградњи купатила, као и зграда за смештај гостију. Обнова амама била је сложен и компликован посао који је могао да обави добар познавалац технологије његовог функционисања, али и зналац технике градње и материјала. Један од најсложенијих задатака који је Неволе добио да уради у некој од бања била је обнова амама у Сокобањи. Његов приступ санирању и обнови овог специфичног здања заснивао се на начелима која се данас могу окарактерисати као начела поштовања функције и аутентичности историјске грађевине, очувања њеног просторног и конструктивног склопа и архитектонског израза.

## Повратак у Чешку
Када је, 1862. одине, умро бечки архитекта Франтишек Шебек, иначе брат Неволине супруге, брачни пар Неволе наследио је имање у селу Свободне Хамри. Већ 1863. вратили су се у Чешку и населили на свом имању, где је Наволе живео до краја живота, 1903. године. По повратку у домовину није престао да се интересује за Србију, а сва његова деца имала су српска имена.